# Chisocheton mendozai
Chisocheton mendozai là một loài thực vật có hoa trong họ Meliaceae. Loài này được F.H.Hildebr. ex Steenis mô tả khoa học đầu tiên năm 1963.